# Loscouët-sur-Meu
Loscouët-sur-Meu é uma comuna francesa na região administrativa da Bretanha, no departamento Côtes-d'Armor. Estende-se por uma área de 22,54 km².Em 2010 a comuna tinha 636 habitantes (densidade: 28,2 hab./km²).